# Neuburgo do Danúbio
Neuburgo do Danúbio ou Neoburgo do Danúbio (em alemão: Neuburg an der Donau) é uma cidade da Alemanha, localizada no distrito de Neuburg-Schrobenhausen, no estado de Baviera.